# Давлетов Абдрауф Ганеєвич
Абдрауф Ганеєвич Давлетов (14 (27) березня 1916 — 27 жовтня 1943) — лейтенант Робітничо-селянської Червоної армії, учасник Другої світової війни, Герой Радянського Союзу (1944).

## Біографія
Абдрауф Давлетов народився 27 березня 1916 року в селі Халілово (нині — Абзеліловський район Башкортостану) в робітничій сім'ї. Башкир. Закінчив сім класів школи. У 1937—1938 роках працював начальником пожежної охорони, шахтарем, потім у 1938—1940 роках проходив службу в Робітничо-селянської Червоної армії. Брав участь у Польському поході РСЧА. Демобілізувавшись, працював інструктором всевобуча, потім інструктором Абзеліловського районного військового комісаріату Башкирської АРСР. У жовтні 1942 року Давлетов призваний на службу в Робітничо-селянську Червону армію. Закінчив філію курсів «Постріл» в Уфі. З березня 1943 року — на фронтах Другою світової війни. До вересня 1943 року гвардії лейтенант Абдрауф Давлетов командував кулеметним взводом 58-го гвардійського кавалерійського полку 16-ї гвардійської кавалерійської дивізії 7-го гвардійського кавалерійського корпусу 61-ї армії Центрального фронту. Відзначився під час битви за Дніпро.
В ніч з 26 на 27 вересня 1943 року Давлетов одним з перших переправився через Дніпро в районі села Нивки Брагінського району Гомельської області Білоруської РСР. Під час висадки на берег, коли вибув з ладу кулеметний розрахунок і Давлетов залишився один, він відкрив вогонь по солдатах противника, змусивши тих сховатися у траншеї. Коли прибув наступний човен з бійцями, Давлетов з ними увірвався в траншею противника і особисто знищив 6 солдатів противника, а також взяв ще одного в полон.
27 жовтня 1943 року Давлетов загинув у бою. Похований у братській могилі в селі Асаревичі Гомельської області Білорусі.
Указом Президії Верховної Ради СРСР від 15 січня 1944 року за зразкове виконання бойових завдань командування і проявлені мужність і героїзм у боях з німецькими загарбниками гвардії лейтенант Абдрауф Давлетов посмертно був удостоєний високого звання Героя Радянського Союзу. Також був нагороджений орденами Леніна і Червоного Прапора.
В честь Давлетова названа школа в селі Халілово.